# Paracaryum racemosum
Paracaryum racemosum är en strävbladig växtart som först beskrevs av Schreber, och fick sitt nu gällande namn av James Britten. Paracaryum racemosum ingår i släktet Paracaryum och familjen strävbladiga växter. Inga underarter finns listade i Catalogue of Life.